# Андаліен (річка)
Річка Андаліен (ісп. Río Andalién) — річка в чилійському регіоні Біобіо. 